# 尚維持
尚維持（1515年—？），字國相，號仰山，河南汝寧府信陽州羅山縣人，民籍，明朝政治人物。

## 生平
嘉靖十九年（1540年）庚子科河南鄉試解元，二十年（1541年）聯捷辛丑科三甲三十二名進士。授廬州府推官，二十九年六月選授浙江道試監察御史，三十年三月實授，三十一年巡按山西，三十六年巡按南直隸蘇松等地，三十八年二月官至陝西提學副使。

## 家族
曾祖尚褫；祖父尚培之；父尚化，母徐氏。具慶下。